# Барон Харрис

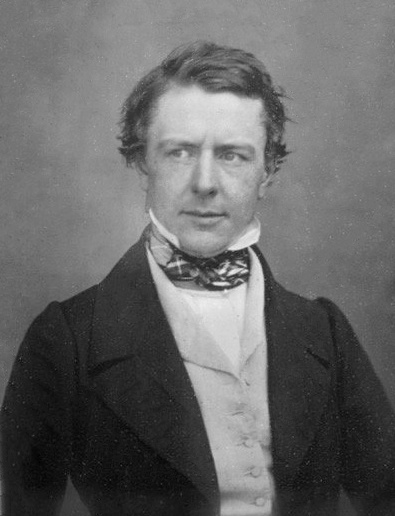
Джордж Фрэнсис Роберт Харрис, 3-й барон Харрис (1810—1872)

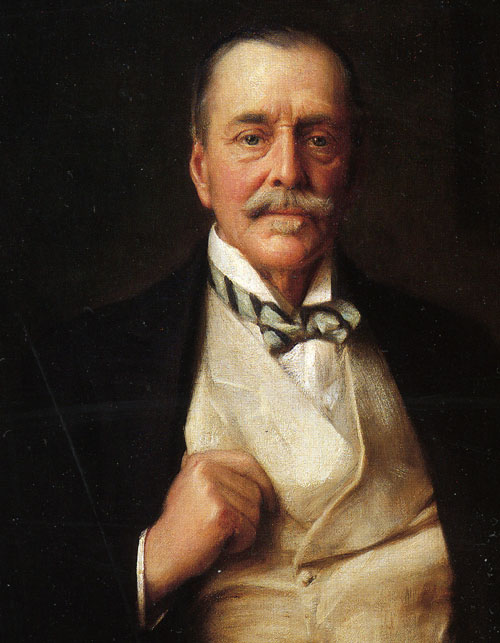
Роберт Каннинг Харрис, 4-й барон Харрис (1851—1932)

Барон Харрис из Серингапатам в Майсуре в Ост-Индии и Белмонта в графстве Кент — наследственный титул в системе Пэрства Соединённого королевства.

## История
Титул барона Харриса был создан 11 августа 1815 года для английского военачальника, сэра Джорджа Харриса (1746—1829). Он получил известность как главнокомандующий британской армии во время осады Серингапатама и завоевания княжества Майсур в Индии в 1799 году. Также он потерпел поражение в битве при Банкер-Хилле во время Войны за независимость США в 1775 году. Ему наследовал его старший сын, Уильям Джордж Харрис, 2-й барон Харрис (1782—1845), имел чин генерал-лейтенанта британской армии. Его сын, Джордж Фрэнсис Роберт Харрис, 3-й барон Харрис (1810—1872), занимал посты лорда в ожидании (1860—1863), губернатора Тринидада (1846—1854) и Мадраса (1854—1859). Его сын, Роберт Каннинг Харрис, 4-й барон Харрис (1851—1932), консервативный политик, служил заместителем министра по делам Индии (1885—1886), заместителем военного министра (1886—1890), губернатором Бомбея (1890—1895) и лордом в ожидании (1895—1900). Лорд Харрис был также успешным игроком в крикет. После смерти его внука, Джорджа Роберта Джона Харриса, 6-го барона Харриса (1920—1995), линия старшего сына 1-го барона прервалась. Баронский титул унаследовал его дальний родственник, Дарек Маршалл Харрис, 7-й барон Харрис (1916—1996). Он был потомком достопочтенного Майкла Томаса Харриса, второго сына 1-го барона Харриса. 
По состоянию на 2024 год носителем титула являлся его сын, Энтони Харрис, 8-й барон Харрис (род. 1942), который сменил своего отца в 1996 году.
Семейная резиденция — Белмонт-хаус в окрестностях Фавершема в графстве Кент.

## Бароны Харрис
- 1815—1829: Джордж Харрис, 1-й барон Харрис (18 марта 1746 — 19 мая 1829), сын преподобного Джорджа Харриса (ум. 1759);
- 1829—1845: Уильям Джордж Харрис, 2-й барон Харрис[англ.] (19 января 1782 — 30 мая 1845), старший сын предыдущего;
- 1845—1872: Джордж Фрэнсис Роберт Харрис, 3-й барон Харрис[англ.] (14 августа 1810 — 23 ноября 1872), старший сын предыдущего от первого брака;
- 1872—1932: Роберт Джордж Каннинг Харрис, 4-й барон Харрис[англ.] (3 февраля 1851 — 24 марта 1932), единственный сын предыдущего;
- 1932—1984: Джордж Сент-Винсент Харрис, 5-й барон Харрис (3 сентября 1889—1984), единственный сын предыдущего;
- 1984—1995: Джордж Роберт Джон Харрис, 6-й барон Харрис (17 апреля 1920 — 17 сентября 1995), единственный сын предыдущего;
- 1995—1996: Дерек Маршалл Харрис, 7-й барон Харрис (23 июля 1916 — 30 июня 1996), сын майора Томаса Гая Марриотта Харриса (1882—1955), внук подполковника Томаса Харриса (1845—1918), правнук Томаса Инглиса Пэриша Харриса (1811—1867), праправнук достопочтенного Майкла Томаса Харриса (1783—1824), сына 1-го барона Харриса;
- 1996 — настоящее время: Энтони Томас Скотт Харрис, 8-й барон Харрис (род. 8 марта 1942), единственный сын предыдущего
  - Наследник титула: контр-адмирал Майкл Джордж Темпл Харрис (род. 5 июля 1941), старший сын Энтони Джона Темпла Харриса (1915—2002), дальний родственник предыдущего, праправнук 2-го барона Харриса.